# Partido Social Cristiano

Logo der Partido Social Cristiano

Der Partido Social Cristiano (PSC), zu deutsch Sozialchristliche Partei, ist eine politische Partei in Ecuador. Er ist im Parteienspektrum des Landes rechts einzuordnen und hat seinen bedeutendsten Rückhalt in den Küstenprovinzen Guayas, Manabí und Los Ríos. Mit Camilo Ponce Enríquez (1956–60) und León Febres Cordero (1984–88) stellte er bisher zweimal den Staatspräsidenten. Seit der Rückkehr Ecuadors zur Demokratie (1978/9) stellte er die meisten Parlamentsabgeordneten im Nationalkongress. Ihr Vorsitzender ist Pascual del Cioppo.

## Geschichte
In der Geschichte der Partei lassen sich zwei große Abschnitte unterteilen: Die „Ära Ponce Enríquez“ und die „Ära Febres Cordero – Nebot“, in denen jeweils die namentlich genannten Parteiführer Organisationsstruktur und politische Ausrichtung der Partei dominierten. Auch die regionale Verteilung der Wählerschaft ist in beiden Perioden verschieden: In der Ära Ponce wurde der PSC vor allem in der Andenregion um die Hauptstadt Quito gewählt, in der Ära Febres Cordero – Nebot wurde die Küstenregion und insbesondere die Hafenstadt Guayaquil, die größte Stadt Ecuadors, zur Hochburg.

### Die „Ära Ponce Enríquez“
Die Partei wurde 1951 mit dem Namen „Movimiento Social Cristiano“ (MSC; deutsch Sozialchristliche Bewegung) gegründet. Maßgebliche Persönlichkeit und erster Vorsitzender der neuen Partei war der Rechtsanwalt Camilo Ponce Enríquez. Die politische Bewegung bestand zu dieser Zeit aus einem relativ kleinen Zirkel junger Vertreter der bürgerlichen Oberschicht der Hauptstadt Quito, die christlich-konservativ orientiert waren, aber eine modernere politische Alternative zum traditionalistisch-klerikalen Partido Conservador, der seit Jahrzehnten bestimmenden Partei der politischen Rechten und insbesondere der konservativen Großgrundbesitzer der Andenregion, schaffen wollten. Die neue Partei positionierte sich als stärker an den Ideen der christlichen Soziallehre und der Christdemokratie orientiert. Sie strebte damit zwischen den auch in Ecuador dominierenden Polen des Kalten Krieges, dem Kommunismus und dem freien Kapitalismus tendenzielle einen „dritten Weg“ an, der sich jedoch den USA näher zeigte als der Sowjetunion.
Trotz seines sozialeren Ansatzes war das MSC in dieser Zeit eine elite-orientierte, in der Oberschicht der Andenregion verwurzelte Partei. Sie war auf ihren Führer Ponce ausgerichtet und im Innern wie in ihrem Programm so elitär wie konservativ und ist daher als nicht im Wortsinne demokratisch bezeichnet worden. Sie bestand aus einem elitären Zirkel, hatte nur wenige Mitglieder und war mit der breiten Gesellschaft Ecuadors nicht verbunden, strebte dies aber auch nicht an. Neben den dominierenden politischen Kräften der 1950er Jahre, der Liberalen und der Konservativen Partei sowie der organisierten Anhängerschaft des Populisten José María Velasco Ibarra nahm sich die Anhängerschaft des MSC klein aus und war im Wesentlichen auf Quito beschränkt.
Bei den Präsidentschaftswahlen 1956 gelang es jedoch dem charismatischen Parteiführer Ponce als Kandidat eines breiten Bündnisses rechter Parteien namens Alianza Popular (dt. Volksallianz), in dem neben dem MSC der Partido Conservador, die Acción Revolucionaria Nacionalista Ecuatoriana (ARNE) und ein Teil der Anhänger Velasco Ibarras zusammengeschlossen waren, überraschend die Präsidentschaft zu erringen. Ponce war der erste Kandidat des rechten politischen Lagers, der im 20. Jahrhundert in das Präsidentenamt gewählt wurde. Zuvor hatten immer Liberale oder Populisten (insbesondere Velasco Ibarra) das Amt innegehabt. Ponce hatte die Unterstützung Velasco Ibarras, da er während dessen zweiter Präsidentschaft (1944–47) zeitweilig Außenminister und während der meisten Zeit der dritten Präsidentschaft (1952–56) Innenminister gewesen war.
Unter anderem weil Ponce das Erbe seines Vorgängers Velasco Ibarras kritisierte, begab sich dieser bald in entschiedene Opposition zum Präsidenten. Ponces Präsidentschaft selbst blieb vor allem durch ein hohes Maß von Infrastrukturmaßnahmen insbesondere in Quito und Guayaquil in Erinnerung, die zum Teil in Vorbereitung auf die 11. Panamerikanische Konferenz ergriffen wurden, die aber nie stattfand. Unter anderem wurden der Präsidentenpalast und das Gebäude des Nationalkongresses renoviert, die Flughäfen in Quito und Guayaquil modernisiert bzw. neu eröffnet, eine neue Brücke über den Río Guayas und ein modernes Fußballstadion (das Estadio Modelo) in Guayaquil errichtet und wichtige Straßen erneuert und neu gebaut.
Die Wahlen 1960 verlor Ponce gegen seinen Vorgänger Velasco Ibarra, der auch sein Nachfolger wurde. Während dessen Präsidentschaft kam es erneut zu einem Militärputsch und eine gut zweijährige Militärdiktatur (1963–1966), gegen die Ponce und seine Partei in Opposition standen. Nach Verabschiedung einer neuen Verfassung im Jahr 1966 registrierte sich das MSC 1967 beim neu gegründeten Obersten Wahlgericht (TSE) unter seinem heutigen Namen „Partido Social Cristiano“. Camilo Ponce zog sich nach der erneut gegen Velasco Ibarra verlorenen Wahl von 1968 weitgehend aus dem politischen Leben zurück.
Zu einer neuen Führungsperson wurde nun Sixto Durán Ballén, der von 1970 bis 1978 Bürgermeister von Quito war. Er war Mitglied des Gründungszirkels der Partei und nach 1956 unter Ponce Minister für Öffentliche Bauten gewesen. Bei den ersten freien Wahlen nach der erneuten Militärdiktatur (1972–1978/79) war Durán Ballén Spitzenkandidat eines Mitte-rechts-Bündnisses von elf Parteien („Frente Nacional Constitucionalista“, dt. etwa Nationale Front der Verfassungsanhänger) zur Präsidentschaftswahl 1978. Er unterlag nach hart geführtem Wahlkampf dem linkspopulistischen Kandidaten Jaime Roldós knapp im erst 1979 durchgeführten zweiten Wahlgang.
Gleichzeitig erwuchs der Partei mit dem 1978 eingetretenen León Febres Cordero eine neue Führungspersönlichkeit.

### Die „Ära Febres Cordero – Nebot“
León Febres Cordero war bei seinem Eintritt eine bedeutende Unternehmerpersönlichkeit in der Hafenstadt Guayaquil. Er stammt aus einer reichen und einflussreichen alteingesessenen Familie und war seinerzeit General-Geschäftsverwalter des Bananenmagnaten Luis Noboa Naranjo. Unter der Führung von Febres Cordero wandelten sich langsam soziale Trägergruppe, politische und regionale Ausrichtung und Organisation der Partei.
Febres Cordero, ein typischer politischer Quereinsteiger, präsentierte sich im Präsidentschaftswahlkampf 1984, den er gewann, als moderner, effizienter Unternehmer, der die Prinzipien erfolgreichen Managements auf die Politik übertragen wolle.
Er wandelte das Bild des PSC weg von der traditionalistischen Konfessionspartei hin zu einer „Business Partei“, die einerseits nach betriebswirtschaftlichen Effizienzkriterien auf „moderne Art“ regieren möchte und andererseits besonders die Interessen der eher international orientierten Geschäftswelt der Küstenregion vertritt. Während seiner Präsidentschaft wurde – auch durch die Berufung unabhängiger Minister aus einem Umfeld und unter dem wiederholten Versuch der Beschränkung und Ausschaltung der von Oppositionsparteien dominierten Legislative – die Position der Privatwirtschaft gestärkt. Seine Wirtschaftspolitik war weniger stark national-staatsinterventionistisch als diejenige seiner Vorgänger Jaime Roldós und Osvaldo Hurtado und näherte sich insbesondere in Bezug auf Auslandsschulden und -investitionen den USA stärker an. Seine Regierung ist als „thatcheristisch“ bezeichnet worden und fand in Ronald Reagan einen ähnlich orientierten Unterstützer.
Das Bild des PSC hat sich seitdem als das einer eher „neoliberal“ orientierten, privatwirtschaftsfreundlichen, für Dezentralisierung und Deregulierung eintretenden Partei verfestigt. Die Trägerschicht wandelte sich Stück für Stück von der traditionell-christlichen Führungsschicht der Sierra hin zur ebenso elitären Unternehmerschaft der Küstenregion. Diese Tendenz verstärkte sich unter dem Parteivorsitz Jaime Nebots seit 1990. 1991 traten weite Teile der Vertreter der Andenregion aus der Partei aus, nachdem sich abzeichnete, dass Sixto Durán Ballén nicht erneut als Präsidentschaftskandidat nominiert werden würde, und gründeten eine eigene Partei, den Partido de Unidad Republicana (dt. Partei der Republikanischen Einheit), für den Durán Ballén bei den Wahlen 1992 antrat und im zweiten Wahlgang gegen Nebot gewann.
Nebot wollte den PSC zu einer Volkspartei europäischen Zuschnitts machen und im ganzen Land systematisch organisieren. Hierzu wurde aus den vorhandenen Basisorganisationen „Familienkomitees“ eine umfassende Organisationsstruktur entwickelt. Diese beruht heute aber de facto insbesondere auf einer planvollen Vernetzung lokaler Führungspersönlichkeiten. Eine Volkspartei ist der PSC im eigentlichen Sinne nicht, auch wenn ein führendes Mitglied 1998 die Mitgliedschaft mit 700.000 angab, von denen 550.000 aktiv gewesen sein sollen. Die Entscheidungen werden noch immer von einem kleinen Zirkel von Parteiführern um Febres Cordero, Nebot und den 1999 gewählten neuen Parteichef del Cioppo getroffen. Seit der Wiederwahl Nebots als Bürgermeister von Guayaquil im Jahr 2004 zeigen sich zunehmend machtpolitische Divergenzen zwischen Nebot und Febres Cordero, die einen Höhepunkt im Parteiausschluss des ehemaligen Präsidentschaftskandidaten Xavier Neira, eines Vertrauten Febres Corderos, im Oktober 2006 fand. Im Januar 2007 verzichtete Febres Cordero aus gesundheitlichen Gründen auf die Ausübung seines Parlamentsmandats; an seiner Stelle rückte der Ersatzabgeordnete Dimitri Durán in den Nationalkongress ein.
Seit den 1990er Jahren konnte der PSC seine Wahrnehmung und Wählerschaft besonders in den Unterschichten der größten Stadt des Landes, Guayaquil, deutlich stärken. Hier stellt die Partei seit 1992 den Bürgermeister, zunächst bis 2000 in León Febres Cordero, seitdem in Jaime Nebot.
Zum verbesserten Image trugen einerseits populistisch orientierte Ad-hoc-Maßnahmen wie von der Partei getragene mobile Ärzteteams für die Armenviertel und Vorstädte Guayaquils bei. Anderseits wurde insbesondere die Politik der Wiederbelebung, Renovierung und baulichen Verschönerung der Innenstadt, des alten Hafendamms („Malecón 2000“) und weiterer Stadtbereiche durch die PSC-Bürgermeister begrüßt. Mit ihr verfolgten die Bürgermeister unter Einbindung von Geldgebern aus der Unternehmerschaft eine Verbesserung des Ansehens der ehemals als gefährliche und dreckige Industriestadt angesehenen Metropole, die weitgehend gelungen ist.
Die Wahlergebnisse bei den Wahlen der jüngsten Vergangen zeigen gleichzeitig, dass der PSC zwar in der Provinz Guayas und der Küstenregion sein größtes Wählerpotential hat, aber auch in den übrigen Provinzen präsent ist und Provinzpräfekten, Bürgermeister und Parlamentsabgeordnete auch in Provinzen des Andenhochlandes und des Amazonastieflandes stellt, wenn auch dort andere Parteien wie die Izquierda Democrática, die Indígenabewegung Pachakutik und der Partido Sociedad Patriótica weitaus größere Wählergruppen anziehen. Bei den Wahlen 2006 verlor die Partei einen Teil ihrer Vormachtstellung in der Küstenregion an den PRIAN, die Partei des Milliardärs Álvaro Noboa. Bei den Wahlen 2009 stellte der PSC keinen eigenen Präsidentschaftskandidaten auf. Er ging in der Provinz Guayas eine Wahlallianz mit der neuen Partei Madera de Guerrero des zum Präfekten gewählten Jimmy Jairala ein, der sich gegen Pierina Correa, die Schwester des ecuadorianischen Präsidenten, durchsetzte. Nebot wurde als Bürgermeister von Guayaquil wiedergewählt und die Allianz von PSC und Madera de Guerrero wurde mit 11 Abgeordneten drittstärkste Fraktion in der neuen Nationalversammlung.

## Organisation
Höchstes Organ der Partei ist die in der Regel alle zwei Jahre stattfindende Nationalversammlung (Asamblea Nacional). Sie wählt den Parteivorsitzenden und die Mitglieder des Präsidiums. Außerdem nominiert sie formal den Präsidentschafts- und Vizepräsidentschaftskandidaten für die Präsidentschaftswahlen. Auch die Statuten der Partei werden hier verabschiedet. Die Nationalversammlung wird hauptsächlich durch Vertreter des Präsidiums sowie mehrere hundert Delegierte der Provinzialversammlungen gebildet. Unterhalb der Provinzialversammlungen gibt es Kantonalversammlungen. Provinzial- und Kantonalversammlungen haben auf untergeordneter Ebene ähnliche Aufgaben wie die Nationalversammlung.
Zwischen den Nationalversammlungen nimmt der Nationale Plenarrat (Consejo Plenario Nacional), in dem die Mitglieder des Parteipräsidiums, die von der PSC gestellten Ex-Präsidenten und Ex-Vizepräsidenten Ecuadors, sowie die ehemaligen Parteivorsitzenden, die Parteivorsitzenden auf Provinzebene und einige Delegierte der Provinzen Mitglied sind, wichtige beratende Funktionen wahr.
Eigentliches Führungsgremium ist das Präsidium, die Directiva Nacional. Sie besteht aus dem Parteivorsitzenden (seit 1999 Pascual del Cioppo), dem stellvertretenden Vorsitzenden, dem Generalsekretär, dem Schatzmeister, sechs weiteren Mitgliedern, der Partei angehörenden Ex-Präsidenten Ecuadors, allen ehemaligen Vorsitzenden der Partei sowie nicht stimmberechtigten Mitgliedern wie den Vorsitzenden der internen Parteigerichte, dem Vorsitzenden der Kongressfraktion und anderen. Neben dem politischen Tagesgeschäft ist das Präsidium auch für die Aufstellung bzw. letztinstanzliche Verabschiedung der Kandidatenlisten zu allen Wahlen außer derjenigen des Staatspräsidenten verantwortlich.
Die Partei hat eine Jugendorganisation, die Juventudes del Partido Social Cristiano, deren Vorsitzender nicht stimmberechtigtes Mitglied des Parteipräsidiums ist.

## Vorsitzende seit 1978
Angegeben sind alle Parteivorsitzenden seit Wiedereinführung der Demokratie und Wiedereintragung des PSC in das Parteiregister am 27. April 1978:
- April bis November 1978: Luis Ponce Palacios
- November 1978 bis Februar 1979: Marcos Lara Guzmán.
- Februar 1979 bis August 1980: Jorge Haz Villagómez (kommissarisch)
- 1980–1988: Camilo Ponce Gangotena (Sohn des Parteigründers), zeitweilig Eduardo Carmignani
- 1988–1990: Marco Lara Guzmán
- 1990–1991: Jaime Nebot
- 1991–1992: Camilo Ponce Gangotena
- 1993: Eduardo Paz (kommissarisch)
- 1994–1997: Jaime Nebot
- 1997/98: César Acosta
- seit 1999: Pascual del Cioppo

## Wahlergebnisse

### Präsidentschaftskandidaten 1978–2006
- 1978/79: Sixto Durán Ballén: im zweiten Wahlgang mit 31,5 % der Stimmen Jaime Roldós (CFP/DP) unterlegen
- 1984: León Febres Cordero: mit 51,5 % der Stimmen im zweiten Wahlgang siegreich gegen Rodrigo Borja (ID). Febres Cordero wurde von einem Mehrparteienbündnis namens „Front des Nationalen Wiederaufbaus“ nominiert, zu dem neben dem PSC auch die Liberale und die Konservative Partei sowie die Anhänger des Verstorbenen Velasco Ibarra und weitere Rechtsparteien gehörten.
- 1988: Sixto Durán Ballén: mit 14,7 % der Stimmen im ersten Wahlgang Drittplatzierter hinter Rodrigo Borja (ID) und Abdalá Bucaram (PRE); nicht im zweiten Wahlgang
- 1992: Jaime Nebot: im zweiten Wahlgang mit 42,7 % der Stimmen Sixto Durán Ballén (PUR) unterlegen
- 1996: Jaime Nebot: im zweiten Wahlgang mit 45,5 % der Stimmen Abdalá Bucaram (PRE) unterlegen
- 1998: keine eigene Kandidatur; Unterstützung der Kandidatur des siegreichen Kandidaten der Democracia Popular, Jamil Mahuad
- 2002: Xavier Neira, Fünftplatzierter im ersten Wahlgang mit 12,1 % der Stimmen, nicht im zweiten Wahlgang
- 2006: Cynthia Viteri, Fünftplatzierte im ersten Wahlgang mit 9,6 % der Stimmen.
- 2009: kein eigener Kandidat

### Letzte Wahlergebnisse (2002–2009)

#### Präsidentschaftswahlen
Bei den Präsidentschaftswahlen 2002 erhielt der Kandidat des PSC, Xavier Neira, 12,1 Prozent der Stimmen und belegte den fünften Platz hinter Lucio Gutiérrez (PSP), Álvaro Noboa (PRIAN), León Roldós (Movimiento Ciudadano Nuevo País (unabhängig)), und Rodrigo Borja (ID). Bei den Wahlen 2006 erhielt die Kandidatin Cynthia Viteri 9,6 Prozent der Stimmen und belegte den fünften Platz hinter Alvaro Noboa (PRIAN), Rafael Correa (Movimiento PAÍS/PS-FA), Gilmar Gutiérrez (PSP) und León Roldós (RED/ID).

#### Parlamentswahlen
Bei den Wahlen zum Nationalkongress 2002 erhielt die Partei insgesamt 25,6 Prozent der Stimmen. In der einwohnerreichen Hochburg der Partei, der Provinz Guayas, erhielten die Kandidaten des PSC 42,5 Prozent der Stimmen, in der Provinz Pichincha, der wichtigsten der Andenregion, lediglich 5,1 %. In der Legislaturperiode 2003–2007 bildete der PSC damit die stärkste Gruppe im Nationalkongress mit zunächst 26, im August 2006 nach Mandatsniederlegungen (u. a. durch die Einschreibung in Kandidatenlisten für die nächste Wahl) noch 23 Abgeordneten.
Bei den Wahlen zum Nationalkongress 2006 verringerte sich die Anzahl der gewählten Abgeordneten des PSC auf 13. In allen Provinzen der Küstenregion wurde der PSC vom PRIAN, der Partei des reichen Unternehmers Álvaro Noboa, übertroffen, der auch den PSC als stärkste Partei im Nationalkongress ablöste. Von den 13 Abgeordneten wurden fünf in der Provinz Guayas und je einer in Azuay, Cotopaxi, El Oro, Galápagos, Loja, Manabí, Pichincha und Tungurahua gewählt. Der Abgeordnete für Galápagos, Alfredo Serrano, wird im neuen Parlament der dienstälteste Parlamentarier sein. Außerdem wurden unter anderem Ex-Präsident Febres Cordero, der Parteivorsitzende del Cioppo und Soledad Diab, Miss Ecuador 1992, ins Parlament gewählt. Febres Cordero trat allerdings aus gesundheitlichen Gründen sein Amt nicht an und wurde durch seinen Ersatzabgeordneten substituiert.
Im Zuge der politischen Krise Anfang 2007 um die Einberufung einer Volksbefragung über eine neue Verfassunggebende Versammlung, in deren Verlauf Abgeordnete des PSC für die Absetzung des Vorsitzenden des Obersten Wahlgerichts votierten, wurden die Abgeordneten des PSC wie auch meisten angehörigen der übrigen für die Maßnahme stimmenden Fraktionen vom Wahlgericht wegen Behinderung eines laufenden Wahlprozesses für abgesetzt erklärt. Nachdem im Zusammenhang mit dieser Angelegenheit auch die Amtszeit der Richter des Verfassungsgerichts, das die Absetzung der Abgeordneten für ungültig erklärt hatte, beendet und für bereits ungültig erklärt wurde, behielt die Absetzung de facto Gültigkeit. Die Homepage des Nationalkongresses wies daher im Juni 2007 nur noch drei formal dem PSC angehörige Abgeordnete aus, die übrigen Ersatzabgeordneten wurden als fraktionslos aufgeführt.
Bei den Wahlen 2009 erzielte der PSC gemeinsam mit Madera de Guerrero 11 der 130 Sitze in der neuen Nationalversammlung und konstituierte damit die drittstärkste Fraktion.

#### Regional- und Lokalwahlen
Nach den Regional- und Lokalwahlen von 2004 stellt der PSC die Präfekten der Provinzen Guayas, Manabi und Provinz Napo sowie die Bürgermeister der Hauptstädte von 56 der 219 Kantone des Landes; ferner acht weitere nach Wahlbündnissen mit anderen Parteien. Unter den vom PSC regierten Städten befinden sich die Provinzhauptstädte Guayaquil (Guayas), Machala (El Oro), Babahoyo (Los Ríos), Portoviejo (Manabi), Zamora (Zamora Chinchipe, in Wahlbündnis mit ID) und Puerto Baquerizo Moreno (Galápagos) sowie sechs der zehn größten Städte des Landes: Guayaquil, Santo Domingo de los Colorados, Machala, Durán, Manta und Portoviejo.